# Barbell

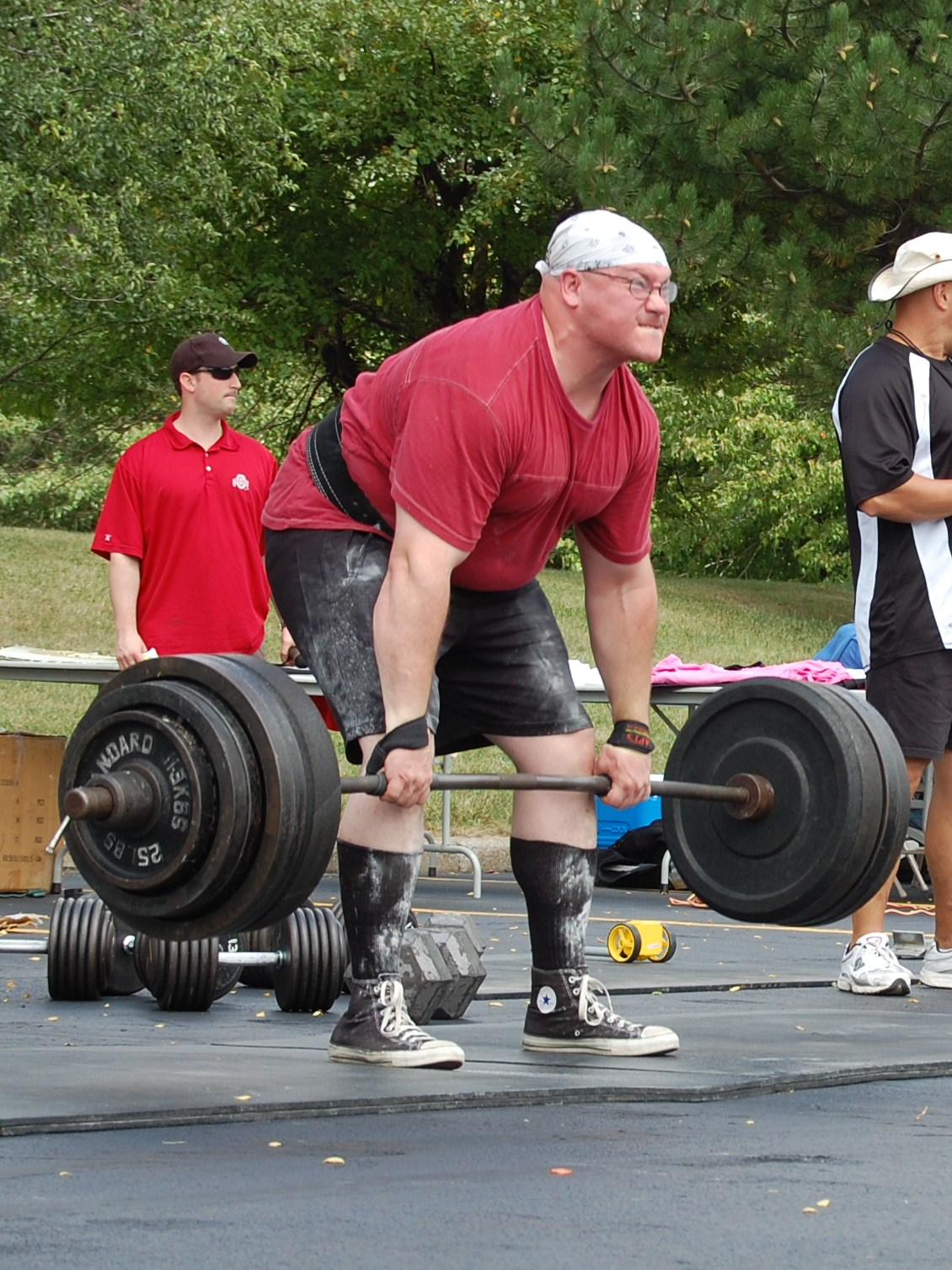
Deadlift met een lange halter, ook wel barbell genoemd

Barbell is een uit het Engels afkomstig maar algemeen gebruikt woord voor een lange staaf waar losse gewichten aan kunnen worden bevestigd.
Soms wordt in het Nederlands 'lange halter' gebruikt. De barbell weegt vaak zelf al 10 tot 30 kg en wordt vooral gebruikt bij fitnesstraining, bodybuilding, krachttraining, crossfit en powerlifting.
Een EZ bar is een barbell die op een paar plaatsen gebogen (krom) is. Deze wordt vooral gebruikt voor het trainen van de bovenarmen. Door de kromming in de halter is de beweging langer en de grip beter, wat belangrijk kan zijn voor bepaalde oefeningen. Voor de standaardoefeningen is de EZ bar minder geschikt, maar kan er wel voor gebruikt worden indien men geen normale halter voorhanden heeft.
Een korte halter voor het gebruik met één hand wordt ook wel een dumbbell genoemd.